# ديكس
ديكس (بالفرنسية: Edmond de La Fontaine) Dicks (اسمه الحقيقي إدموند دو لافونتين – ولد في 1823 – ومات في 1891) هو شاعر لوكسمبورغي، اشتهر بعمله باللغة اللوكسمبورغية. يعتبر الشاعر الوطني في لوكسمبورغ، ويعتبر أحد أهم الشخصيات في التاريخ الأدبي في لوكسمبورغ بجانب كل من ميشيل لينتز وميشيل رودانج.
كان الابن الثالث لجسبار دو لافونتين الذي عين حاكما لمدينة لوكسمبورغ عام 1841، ثم رئيسا للوزراء عام 1848.
درس إدموند القانون في لييج وهايدلبرغ، ثم عمل محاميا. عاش بقية حياته في مدينة فياندن. وقد أقيم نصب يعرف بنصب ديكس ولينتز تكريما لهذين الأديبين في ميدان بلاس دارم في مدينة لوكسمبورغ، أقيم في عام 1903.
له دواوين شعر وعدة مسرحيات.